# Johanna Lindholm
Johanna Lindholm z d. Ahlstrand (ur. 1973) – fińska biegaczka narciarska, dwukrotna medalistka mistrzostw świata juniorów.

## Kariera
W 1992 roku wystąpiła na mistrzostwach świata juniorów w Vuokatti, gdzie zdobyła złoty medal w sztafecie, a w biegu na 15 km zajęła 29. miejsce. Na rozgrywanych rok później mistrzostwach świata juniorów w Harrachovie zajęła trzecie miejsce w sztafecie, a na 15 km była czwarta.
W Pucharze Świata zadebiutowała 4 marca 1994 roku w Lahti, zajmując ósme miejsce w sztafecie. Jedyne punkty w zawodach tego cyklu wywalczyła 18 marca 1995 roku w Thunder Bay, gdzie zajęła 27. miejsce na dystansie 30 km techniką dowolną. W klasyfikacji generalnej sezonu 1994/1995 zajęła ostatecznie 70. miejsce. Zawody te były jednocześnie częścią Mistrzostw Świata w Narciarstwie Klasycznym 1995 i był to jej jedyny start na międzynarodowej imprezie tej rangi.

## Osiągnięcia

### Mistrzostwa świata
| Miejsce | Dzień    | Rok  | Miejscowość | Konkurencja           | Czas biegu | Strata  | Zwyciężczyni |
| ------- | -------- | ---- | ----------- | --------------------- | ---------- | ------- | ------------ |
| 27.     | 18 marca | 1995 | Thunder Bay | 30 km stylem dowolnym | 1:16:27,3  | +7:18,4 | Jelena Välbe |

### Mistrzostwa świata juniorów
| Miejsce | Dzień    | Rok  | Miejscowość | Konkurs               | Wynik     | Strata  | Zwyciężczyni     |
| ------- | -------- | ---- | ----------- | --------------------- | --------- | ------- | ---------------- |
| 1.      | 20 marca | 1992 | Vuokatti    | Sztafeta 4x5 km       | ?         | -       | -                |
| 29.     | 22 marca | 1992 | Vuokatti    | 15 km stylem dowolnym | 38:31,6   | +2:47,8 | Olga Korniejewa  |
| 3.      | 4 marca  | 1993 | Harrachov   | Sztafeta 4x5 km       | 1:05:15,3 | +1:04,5 | Rosja            |
| 4.      | 6 marca  | 1993 | Harrachov   | 15 km stylem dowolnym | 43:00,6   | +32,8   | Irina Składniewa |

### Puchar Świata

#### Miejsca w klasyfikacji generalnej
- sezon 1993/1994: -
- sezon 1994/1995: -
- sezon 1995/1996: -

#### Miejsca na podium
Lindholm nigdy nie stała na podium zawodów PŚ.